# Be Love
Be Love (яп. ビー・ラブ би: рабу, BE・LOVE) — японский журнал манги для женщин (дзёсэй), выпускаемый издательством Kodansha с октября 1980 года (номер за ноябрь). Один из ведущих журналов по данной тематике, первый в своём роде. Способствовал популяризации дзёсэя в 1980-х годах, что в итоге привело к созданию похожих изданий, таких как You и Big Comic for Lady В Be Love, как в You и Jour, публикуются истории о повседневной жизни. Целевой аудиторией являются преимущественно домохозяйки и взрослые работающие женщины, студентки составляют около 8 % читательниц.
Первоначально журнал назывался Be in Love, в 1982 году был переименован В 1995—2000 годах продажи каждого выпуска составляли около 270 000-280 000 экз.. В 2006—2007 тираж упал до 200 000. В 2008—2009 годах он снизился до 182—173 тыс. экз. Манга из журнала публикуется под импринтом «BE LOVE KC».

## Манга
- Seito Shokun! Kyoshi-hen (2004-наст. время)
- Aishiteru: Kaiyo (2006—2007)
- Chihayafuru (2007–2022)
- Nina the Starry Bride by Rikaichi (2019-наст. время)
- Okoshiyasu, Chitose-chan  (2016-наст. время)
- Something's Wrong with Us (2016-наст. время)
- Yuria-sensei no Akai Ito (2018-наст. время)
- It's All About the Looks (2013-2017)
- Kentaro Hiyama's First Pregnancy (2012)
- Kiko-chan's Smile (1996–2001)
- Peach Girl Next(2016–2019)[13]
- Sanju Mariko (2016-2021)